# 웨스트팩

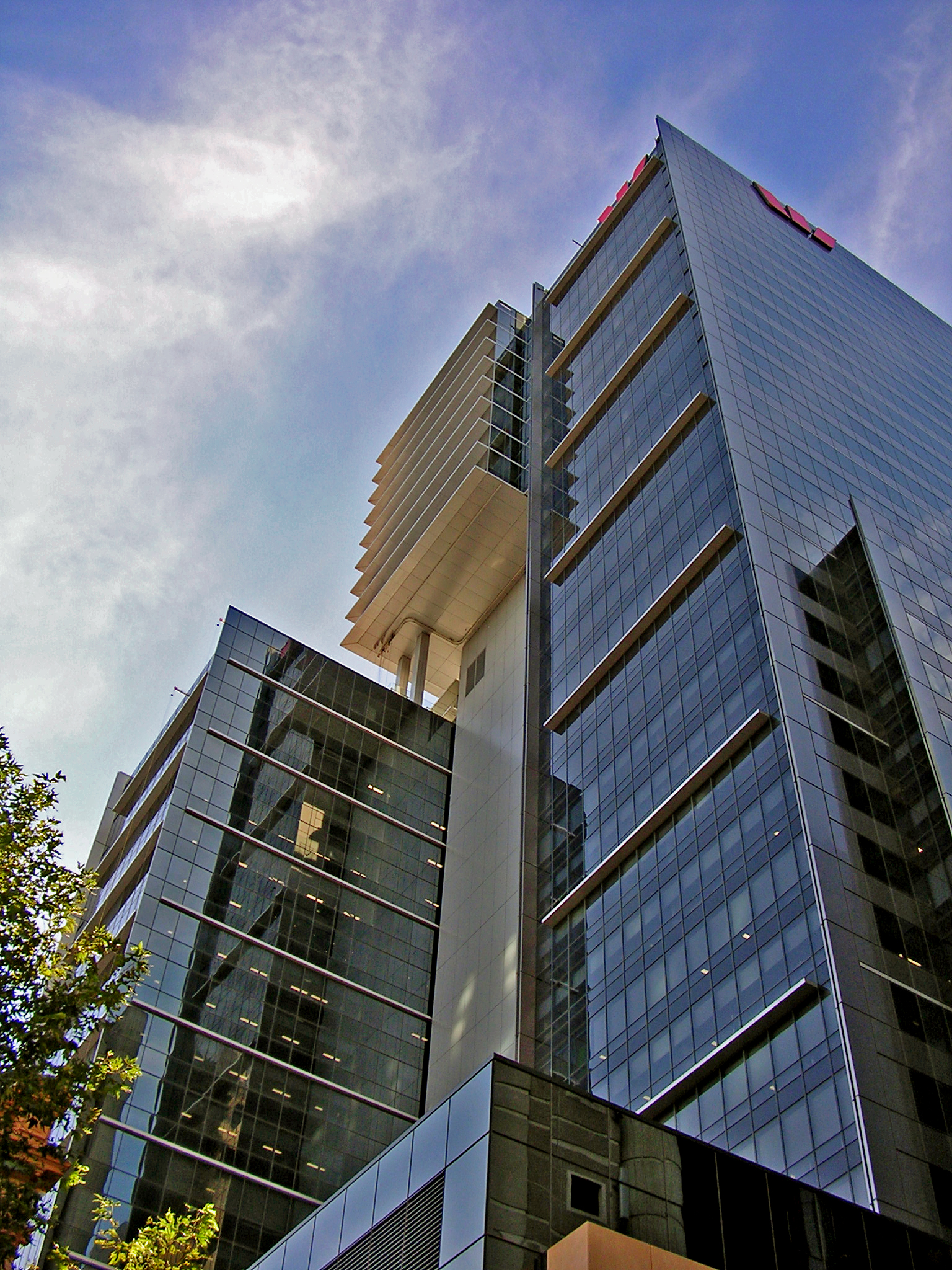
웨스트팩 시드니 본점

웨스트팩(영어: Westpac)은 오스트레일리아의 상업은행이다. 본점은 시드니에 있다. 코먼웰스 뱅크, 오스트레일리아 뉴질랜드 은행, 내셔널 오스트레일리아 은행과 함께 오스트레일리아의 4대 은행 가운데 하나로 여겨지며 뉴질랜드에서는 두 번째로 큰 은행이다.

## 같이 보기
- 웰링턴 리저널 스타디움